# Ida Fink
Ida Fink (Zbaraž, 1º novembre 1921 – Tel Aviv, 27 settembre 2011) è stata una scrittrice polacca.

## Biografia
Ida Fink nacque a Zbaraż, in Polonia (ora Zbarazh, Ucraina) il 1º novembre 1921 da una famiglia ebrea polacca. Suo padre era un medico e sua madre lavorò come insegnante in una scuola locale. Era una studentessa di musica al Conservatorio di Lwów. Nel 1941-42, trascorse due anni nel ghetto di Zbaraż, prima di fuggire. Dopo l'Olocausto, si sposò e ebbe una figlia. Nel 1957, Fink emigrò in Israele. Si stabilì a Holon, dove lavorò come bibliotecaria e intervistatrice per Yad Vashem. Pubblicò il suo primo racconto nel 1971. Ha vissuto con sua sorella a Ramat Aviv.

## Premi
Nel 2008, Fink ricevette il Premio Israele, per la letteratura.
Vinse il premio Anna Frank, il premio Buchman e il premio Sapir.

## Opere
- The Key Game (1986)
- A Scrap of Time and Other Stories (1987)[4]
- The Journey (1990)
- Traces (1996)